# 潍水之战
潍水之战是一場在西元前204年，汉军韩信于齐国与西楚联军之间的一场战役，韩信攻破齊都臨淄後向東追擊田廣，項羽命龍且率號稱二十萬軍援之。韩信佯败之后，采取水攻的方法截断齐楚联军，最后反戈一击取得胜利，龍且亦被擊殺，为以少胜多的经典。

## 對歷史記載的質疑
- 曾国藩曾質疑道：「沙袋塞堵不了大河的水流，因为下面会渗漏，旁边会横溢，除非是严格的堵河工程，否则根本堵不住河水。如果是小河流，堵住的可能性大，但又不可能对敌军形成杀伤力。」（原文：沙囊壅水，下可渗漏，旁可横溢，自非兴工严塞，断不能筑成大堰。）故推論說《史记》关于这两次战役的记载“皆不可信”。他由此得出经验，君子读书，一定要好好考据古籍，同时要加以思考，“必慎思而明辨之”。
- 另根据《高祖功臣侯者年表》等记载参加汉击齐击龙且战役的功臣战功来分析，击齐汉军并非只有韩信一支。不属于韩信的汉阵营击齐部队计有：陈武军、蔡寅军、丁复军、王周军和陈涓军。其中丁复明言是吕泽之部下。而陈武从反秦时就是一支独立武装，汉二年归汉后未详所属，垓下会战时亦独立受刘邦统辖，估计击齐历下军田既时也是独立行动。而王周、蔡寅都是以都尉身份破田横、龙且，未言所属，可能也是独立武装。陈涓等則以丞相身份击齐，似非韩信所辖。另有下相侯冷耳“用兵从击破齐田解军”。